# Dragon Ball Z: Taiketsu
Dragon Ball Z: Taiketsu est un jeu vidéo de combat développé par Webfoot sur l'univers de Dragon Ball Z. Le jeu est distribué à partir de 2003 sur Game Boy Advance.

## Personnages
- Son Goku
- Son Gohan
- Vegeta
- Trunks (futur)
- Krilin
- Piccolo
- Gotenks
- Raditz
- Nappa
- Freezer
- C-16
- C-18
- Cell
- Boo
- Broly

## Accueil
Dragon Ball Z: Taiketsu a reçu des critiques plutôt négatives, avec des reproches notamment sur la qualité médiocre des graphismes, mais aussi des contrôles et de la bande-son.